# Palaeoscraptia elongata
Palaeoscraptia elongata es una especie de coleóptero de la familia Scraptiidae.

## Distribución geográfica
Habita en el Báltico.